# 확장 그래픽스 어레이

확장 그래픽스 어레이 또는 XGA(eXtended Graphics Array)는 IBM 디스플레이 표준의 하나로 1990년에 도입되었다. 오늘날에는 보통 1024 x 768 해상도와 같은 뜻으로 쓰이지만, 공식적으로는 보다 넓은 의미를 지닌다. XGA는 슈퍼 VGA를 대체하기 위해 개발된 것은 아니며 여러 종류의 슈퍼 VGA류 해상도 중의 하나이다.
XGA 초기 버전은 IBM의 VGA를 확장한 것으로, 다음과 같은 2가지의 해상도를 추가로 지원했다.
- 800 x 600 화소의 해상도에 하이 컬러 (화소당 16 비트, 65,536 색깔)
- 1024 x 768 화소의 해상도에 256 컬러 팔레트 (화소당 8 비트)

XGA-2에는 640 x 480 트루 컬러와 1024 x 768 하이 컬러, 그리고 더 높은 화면 재생 비율이 추가되었고, 가속기 성능도 향상되었다. 모든 XGA 모드는 8의 배수의 화소수에 4:3 종횡비를 갖는다.
비슷한 시기에 발표된 VESA의 EVGA는 XGA와 다른 표준이다.

## 개요
확장 그래픽스 어레이(eXtended Graphics Array, XGA)는 IBM에서 제조한 그래픽 카드로, 8514/A의 후속 제품으로 1990년에 IBM PS/2 개인용 컴퓨터 제품군에 도입되었다. 다른 모드 중에서 43.5Hz(인터레이스)에서 256색으로 1024 × 768픽셀의 디스플레이 해상도를 지원하거나 최대 65,356색으로 60Hz(비인터레이스)에서 640 × 480의 디스플레이 해상도를 지원한다. XGA-2에는 800 × 600 65,356 색상 모드와 1024 × 768 60Hz 비인터레이스가 추가되었다.
XGA는 515K VRAM과 512KB 메모리 확장을 위해 추가로 350달러(2023년에 각각 2,600달러와 820달러에 해당)로 1,095달러에 출시되었다. 8514/A와 마찬가지로 XGA에는 ISA 시스템이 표준이었을 때 마이크로 채널 아키텍처 버스가 필요했지만 더 광범위한 문서 및 라이센스로 인해 XGA의 ISA 복제본이 만들어졌다. XGA는 PS/2 모델 95 XP 486의 마더보드에 통합되었다.
XGA-2라는 개선된 버전은 1992년에 360달러로 출시되었으며, 이는 2023년 달러로 780달러의 가치가 있다.
XGA는 IBM의 VGA가 640 × 480이라는 이름을 부여한 것처럼 해상도 1024 × 768에 이름을 부여했다. IBM 8514/A 및 PGC 카드가 각각 시조 이전에 해당 해상도를 지원했음에도 불구하고 말이다.

## 호환 제품
XGA는 VGA처럼 호환 제품이 널리 생산되지는 않았다. 그러나 여러 종류의 XGA 호환 칩을 만드는 IIT AGX 등의 제조사가 존재했다.

## 비교표
| v • d • e • h | 가로 (너비) | 세로 (높이) | 메가 픽셀 | 가로세로비 | 화소 간 차이 (백분율) | 화소 간 차이 (백분율) | 화소 간 차이 (백분율) | 화소 간 차이 (백분율) | 화소 간 차이 (백분율) | 화소 간 차이 (백분율) | 화소 간 차이 (백분율) | 보통 크기 | 와이드가 아닌 버전 | 참고                                             |
| 이름          | 가로 (너비) | 세로 (높이) | 메가 픽셀 | 가로세로비 | WXGA                  | WXGA+                 | WSXGA+                | WUXGA                 | UW-UXGA               | WQHD                  | WQXGA                 | 보통 크기 | 와이드가 아닌 버전 | 참고                                             |
| ------------- | ----------- | ----------- | --------- | ---------- | --------------------- | --------------------- | --------------------- | --------------------- | --------------------- | --------------------- | --------------------- | --------- | ------------------ | ------------------------------------------------ |
| WXGA          | 1280        | 800         | 1.024     | 1.6        |                       | -21%                  | -42%                  | -56%                  | -63%                  | -72%                  | -75%                  | 15"–19"   | XGA                |                                                  |
| WSXGA / WXGA+ | 1440        | 900         | 1.296     | 1.6        | +27%                  |                       | -27%                  | -44%                  | -53%                  | -65%                  | -68%                  | 15"–19"   | XGA+               |                                                  |
| WSXGA+        | 1680        | 1050        | 1.764     | 1.6        | +72%                  | +36%                  |                       | -23%                  | -36%                  | -52%                  | -57%                  | 20"–22"   | SXGA+              |                                                  |
| WUXGA         | 1920        | 1200        | 2.304     | 1.6        | +125%                 | +78%                  | +31%                  |                       | -17%                  | -38%                  | -44%                  | 23"–28"   | UXGA               | 약간의 레터박스가 포함된 1920x1080 영상을 보여줌 |
| UW-UXGA       | 2560        | 1080        | 2.765     | 2.37       | +170%                 | +113%                 | +57%                  | +20%                  |                       | -25%                  | -32%                  | 29", 34"  | SXGA+              |                                                  |
| WQHD          | 2560        | 1440        | 3.686     | 1.778      | +260%                 | +184%                 | +109%                 | +60%                  | +33%                  |                       | -10%                  | 27"       |                    |                                                  |
| WQXGA         | 2560        | 1600        | 4.096     | 1.6        | +300%                 | +216%                 | +132%                 | +78%                  | +48%                  | +11%                  |                       | 30"+      | QXGA               | UXGA 보완                                        |

## 같이 보기
- 와이드 XGA

## 관련 문헌
- Jake Richter (1992). 《Power Programming the IBM XGA》. MIS Press. ISBN 9781558281271.
- Richard F. Ferraro (1994). 《Programmer's Guide to the EGA, VGA, and Super VGA Cards》. Addison-Wesley. ISBN 9780201624908.